# Kopsia flavida
Kopsia flavida är en oleanderväxtart som beskrevs av Carl Ludwig von Blume. Kopsia flavida ingår i släktet Kopsia och familjen oleanderväxter. Inga underarter finns listade i Catalogue of Life.